# بینینگاپ، استرالیای غربی
بینینگاپ (به انگلیسی: Binningup) یک منطقهٔ مسکونی در استرالیا است که در استرالیای غربی واقع شده‌است.